# 1,3-Diklórbenzol
Az 1,3-diklórbenzol szerves vegyület, képlete C6H4Cl2, a három izomer diklórbenzol legritkábbika. Színtelen, vízben oldhatatlan folyadék. A benzol klórozásának kis mennyiségű melléktermékeként keletkezik, de célzottan is előállítható 3-klóranilinből Sandmeyer-reakcióval. A többi diklórbenzol magas hőmérsékleten végzett izomerizálása során is keletkezik.

## Fordítás
Ez a szócikk részben vagy egészben  a(z)   1,3-Dichlorobenzene című angol Wikipédia-szócikk ezen változatának fordításán alapul.  Az eredeti cikk szerkesztőit annak laptörténete sorolja fel. Ez a jelzés csupán a megfogalmazás eredetét és a szerzői jogokat jelzi, nem szolgál a cikkben szereplő információk forrásmegjelöléseként.